# Ptilininae
Ptilininae es una subfamilia de escarabajos polífagos de la familia Ptinidae.

## Géneros
| - Fallanobium - Nepalanobium - Phanerochila | - Plumilus - Ptilinus - Yunnanobium |